# Transradio
Die TRANSRADIO SenderSysteme Berlin AG war spezialisiert auf Forschung, Entwicklung und  Konstruktion von AM-, VHF/FM- und DRM-Sendern, sowie auf kommerzielle und militärische Kommunikationssender für Lang- und Längstwelle.

## Historisches

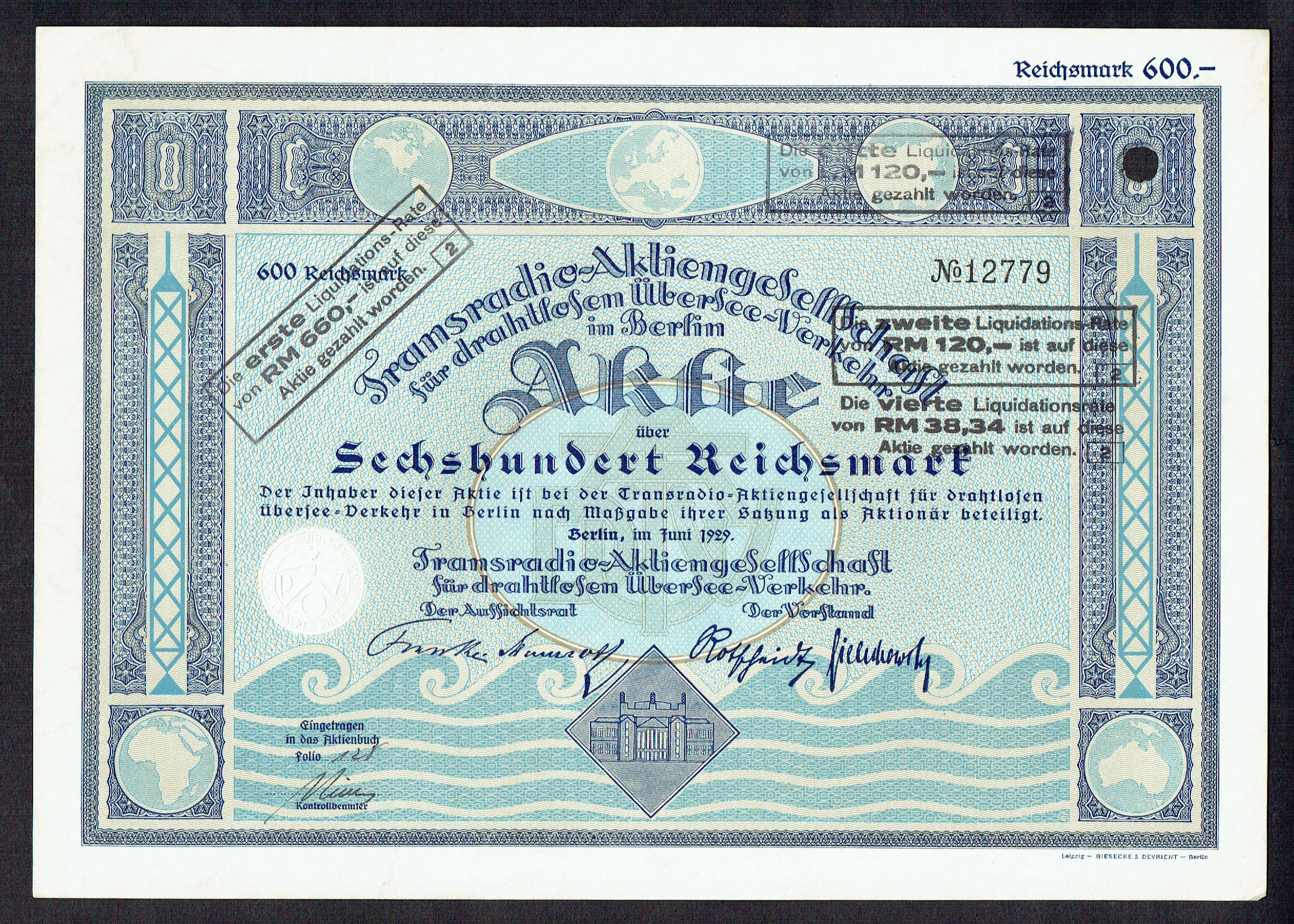
Aktie über 600 RM der Transradio-AG für drahtlosen Übersee-Verkehr vom Juni 1929

Die ab 1989 bestehende Telefunken Sendertechnik GmbH wurde im Jahr 2000 in Telefunken SenderSysteme Berlin AG umbenannt. Aus dieser entstand 2005 die TRANSRADIO SenderSysteme Berlin AG.
Die  Geschichte des Namens „TRANSRADIO“ lässt sich bis in das Jahr 1918 zurückverfolgen. Mit der Einführung des Duplex-Verkehrs bei Funkverbindungen im Jahre 1919 erlangte die Transradio-Aktiengesellschaft für drahtlosen Übersee-Verkehr seinerzeit weltweite Anerkennung. Das Grundkapital von 1,5 Mio. Euro war 2010 auf 1,87 Mio. Euro erhöht worden. Nach kapitalen Kursverlusten seit 2007 wird die Aktie ab 2013 nicht mehr frei gehandelt. Auch weitere Kredite bis 2015 und Kapitalerhöhungen (1,8 Mio. Euro) vom Mehrheitsaktionär Bevita Commercial Corp., Vaduz konnten die TRANSRADIO nicht retten. Seit dem 1. August 2017 befindet sich TRANSRADIO SenderSysteme Berlin wegen Überschuldung und Zahlungsunfähigkeit in einem Insolvenzverfahren.

## Aussichten

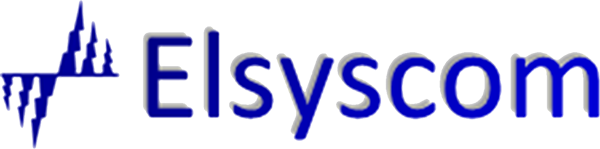
Logo der Elsyscom GmbH

Die ehemalige Schweizer AMPEGON-Gruppe erwarb unmittelbar die TRAM- und SCIAMP-Produktlinien zusammen mit der Produktion, dem bestehenden Lager und einem qualifizierten Kernteam aus der Insolvenzmasse. Daraus wurde die AMPEGON-Tochter AM Broadcast GmbH gegründet. Damit stieg AMPEGON kurzzeitig wieder in die Produktion am Mittelwellensendermarkt ein und übernahm den Service für die Altkunden der TRANSRADIO SenderSysteme Berlin AG im Sinne der bisherigen Kooperation. Im weiteren Verlauf wurde der Firmensitz der neu gegründeten AM Broadcast GmbH nach Berlin verlegt. Nach Abschluss der gesetzlichen Insolvenzformalitäten sollte die juristische Einheit TRANSRADIO SenderSysteme Berlin AG ein Mitglied der AMPEGON-Gruppe werden. Damit sollte die AM Broadcast GmbH endgültig in AMPEGON umbenannt werden. Seit 27. November 2019 liegt eine Löschungsankündigung nach § 394 FamFG (Löschung vermögensloser Gesellschaften und Genossenschaften) für die AM Broadcast GmbH beim Handelsregister in Berlin vor. Anders als vorgesehen, offenbart im Oktober 2019 eine Verlautbarung von AMPEGON die gänzliche Zerschlagung der AMPEGON AG und damit auch die Freigabe der AM Broadcast. 
Die AM Broadcast wurde schon im September 2019 von einem neuen Investor, der CESTRON International GmbH übernommen und gemeinsam mit der zuvor ebenfalls erworbenen Ampegon Antenna Systems (früher THALES Broadcast, Hersteller der ALLISS-Antenne) zur neu gegründeten Elsyscom GmbH mit Sitz in Teltow bei Berlin verschmolzen. Damit ist aus der ehemaligen TRANSRADIO SenderSysteme Berlin zusammen mit dem Antennenhersteller AMPEGON Antenna Systems unter dem neuen Namen Elsyscom der Hersteller moderner Kurzwellen-Sendeanlagen geworden.

## DRM-Geschäftsfelder
TRANSRADIO SenderSysteme Berlin AG förderte die Digitalisierung bisher AM-dominierter Rundfunkbereiche. Fast alle großen Mittel- und Langwellensender wurden bereits mit ihren „TRAM“-Sendermodellen bestückt. Sie bieten den wahlweisen AM- oder DRM-Betrieb. Dennoch wurden zum Jahreswechsel 2014/15 die mit TRAM-Technik bestückten Mittel- und Langwellensender des Deutschlandradios und andere nachgerüstete Sendeanlagen abgeschaltet. In den Jahren zuvor wurden bereits viele, auch ausländische Rundfunkdienste über Kurz- und Mittelwelle endgültig eingestellt.
Der zwischenzeitliche Besitzer AMPEGON hatte eine aktive Führungsrolle im DRM-Konsortium und ist Gründungsmitglied des DRM-Standards. Durch den Erwerb der Senderproduktlinie TRAM von TRANSRADIO SenderSysteme Berlin AG sah es so aus, als wäre es die Absicht von AMPEGON, zukünftig DRM-fähige Sender aus eigener Produktion anzubieten. Von der Öffentlichkeit unbemerkt wurde jedoch seit 2012 über die  Abgabe der Geschäftsfelder Rundfunk nachgedacht. Das konnte nur durch bestehende Verpflichtungen und unerwartet verzögernde Ereignisse nicht zeitnah umgesetzt werden.